# De Minpins
De Minpins is een boek van Roald Dahl, dat in 1991, enkele maanden na het overlijden van de schrijver, in het Engels verscheen als The Minpins. Het is het laatste werk van Dahl. In 1992 verscheen het boek in het Nederlands bij Uitgeverij De Fontein (ISBN 9026104677), vertaald door Huberte Vriesendorp. De tekeningen zijn gemaakt door Patrick Benson. Het boek won de Prijs van de Nederlandse Kinderjury in 1993.

## Verhaal
Kleine Heintje mag niets leuks doen, en al helemaal niet naar het Woud van het Kwaad. Volgens zijn moeder zit dat vol met bloeddorstige beesten zoals "hoornnokkers", "knotszwabbers", "monsterlijke drochten" (ook present in Sjakie en de grote glazen lift) maar vooral de "beenknekelende, bloedwerkelende, nekbrekelende spugeluur". Als Heintje op een dag het raam uitklimt en het verboden bos ingaat, wordt hij inderdaad achternagezeten door een oranjekleurige rook uitblazend monster. Heintje weet in een boom te ontkomen, en ontmoet daar de minpins. De minpins zijn heel kleine mensachtige wezentjes, en hun woningen zijn net poppenhuizen. De minpins laten zich rondvliegen door vogels, voor wie zij de voorraden beheren. Van de minpins leert hij dat het monster de roodgloeiende, rookspuwende rapschranzer is. Deze heeft al heel veel mensen en minpins opgegeten. De rapschranzer zit nu onder de boom kleine Heintje op te wachten. Kleine Heintje heeft echter een idee, en weet vliegend op een zwaan de rapschranzer in het meer vlak buiten het bos te krijgen, waarna zijn vuur dooft en de rapschranzer is overwonnen. Kleine Heintje gaat weer naar huis, en vertelt niets van zijn ontdekking van de minpins. Als beloning voor zijn overwinning, komt de zwaan kleine Heintje elke avond thuis opzoeken.